# Wjatscheslaw Wassiljewitsch Tichonow

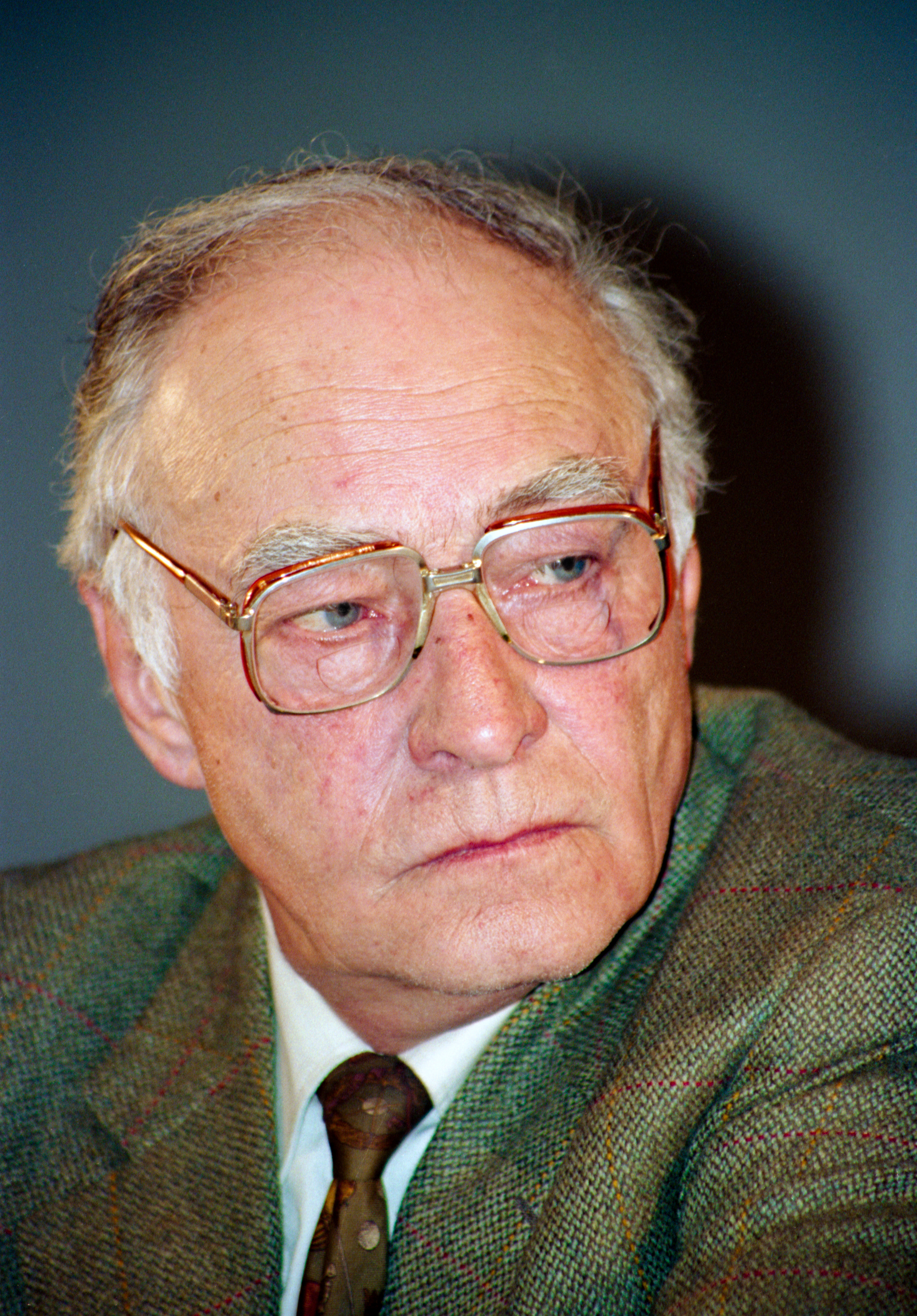
Wjatscheslaw Tichonow, 1998

Wjatscheslaw Wassiljewitsch Tichonow (russisch Вячеслав Васильевич Тихонов; wiss. Transliteration Vjačeslav Vasil'evič Tihonov; * 8. Februar 1928 in Pawlowski Possad; † 4. Dezember 2009 in Moskau) war ein russischer Schauspieler und Volkskünstler der UdSSR (1974). Er gehörte zu den bekanntesten Schauspielern Russlands und spielte in Dutzenden von Spielfilmen mit, die heute zum klassischen Erbe des sowjetischen Films zählen.

## Leben
Tichonow absolvierte bis 1950 eine Schauspielausbildung an der Filmhochschule VGIK in Moskau. Sein Filmdebüt hatte er 1948 unter Sergei Gerassimow in der Fadejew-Verfilmung Die junge Garde. In den 1960er Jahren spielte er erfolgreiche Rollen in Samson Samsonows Optimistische Tragödie (1963) und Sergei Bondartschuks Krieg und Frieden (1966–1967), in dem er den Andrei Bolkonski darstellte. Für diese Leistung wurde er in der Leserwahl der Zeitschrift „Sowjetski ekran“ zum besten Schauspieler des Jahres gekürt. Mit dem mehrteiligen Fernsehfilm Siebzehn Augenblicke des Frühlings, in dem er einen sowjetischen Spion in Nazideutschland namens Max von Stierlitz spielte, erlangte er 1973 große Popularität.
Tichonow erhielt mehrere nationale Auszeichnungen. 1980 drehte Stanislaw Rostozki (unter dem Pseudonym Stepan Stepanow) über ihn das Filmporträt Professija – kinoaktjor. Er war von 1948 bis 1963 mit der Schauspielerin Nonna Mordjukowa verheiratet; seine beiden Kinder Wladimir Tichonow († 1990) und seine Tochter Anna Tichonowa wurden ebenfalls Schauspieler.

## Filmografie (Auswahl)
- 1948: Die junge Garde (Молодая гвардия)
- 1951: In friedlichen Tagen (В мирные дни)
- 1953: Der Junge vom Sklavenschiff (Максимка)
- 1954: Об этом забывать нельзя (Ob etom sabywat nelsja)
- 1955: Звезды на крыльях (Swesdy na kryljach)
- 1956: Сердце бьётся вновь (Serdze bjotsja wnow)
- 1958: Дело было в Пенькове (Delo bylo w Penkowe)
- 1959: Piraten vor Taiwan (Чрезвычайное происшествие)
- 1959: Sterne im Mai (Майские звёзды)
- 1960: Жажда (Schaschda)
- 1960: Die Fahrt führt nach Le Havre (Мичман Панин)
- 1961: Две жизни (Dwe schisni)
- 1962: Das Haus in den sieben Winden (На семи ветрах)
- 1963: Optimistische Tragödie (Оптимистическая трагедия)
- 1966–1967: Krieg und Frieden (Война и мир)
- 1968: Warten wir den Montag ab (Доживём до понедельника)
- 1970: Das Familienglück (Семейное счастье)
- 1972: Der Mann, der seinen Tod überlebte (Человек с другой стороны)
- 1973: Siebzehn Augenblicke des Frühlings (Семнадцать мгновений весны) (Fernsehfilm)
- 1973: Jegor Bulytschow und andere (Егор Булычёв и другие)
- 1974: Два дня тревоги (Dwa dnja trewogi)
- 1975: Front ohne Flanken (Фронт без флангов)
- 1975: Sie kämpften für die Heimat (Они сражались за родину)
- 1976: ...und andere offizielle Persönlichkeiten (…И другие официальные лица)
- 1977: Weißer Bim Schwarzohr (Белый Бим Чёрное ухо)
- 1978: Диалог (Dialog) (Fernsehfilm)
- 1978: Front hinter der Frontlinie (Фронт за линией фронта)
- 1979: Píseň o stromu a růži
- 1980: Профессия — киноактёр (Professija kinoaktjor) (Dokumentarfilm)
- 1980: Возрождение (Wosroschdenije) (Fernsehfilm)
- 1982: Im Rücken des Feindes (Фронт в тылу врага)
- 1984: Европейская история (Jewropeiskaja istorija)
- 1984: TASS ist ermächtigt zu erklären (ТАСС уполномочен заявить…) (Fernsehserie)
- 1987: Приближение к будущему (Priblischenije k buduschtschemu)
- 1987: Апелляция (Apelljazija)
- 1988: Den Drachen töten (Убить дракона)
- 1989: Städtische Einzelheiten (Любовь с привилегиями)
- 1991: Призраки зелёной комнаты (Prisraki seljonoi komnaty)
- 1992: Бесы (Bessy)
- 1993: Провинциальный бенефис (Prowinzijalny benefis)
- 1993: Несравненная (Nesrawnennaja)
- 1993: Кодекс бесчестия (Kodeks bestschestija)
- 1994: Бульварный роман (Bulwarny roman)
- 1994: Die Sonne, die uns täuscht (Утомлённые солнцем)
- 1995: Авантюра (Awantjura)
- 1996: Милый друг давно забытых лет (Mily drug dawno sabytych let)
- 1997: Notti di paura
- 1998: Зал ожидания (Sal oschidanija) (Fernsehserie)
- 1998: Сочинение к Дню Победы (Sotschinenije k Dnju Pobedy)
- 2006: Андерсен. Жизнь без любви (Andersen. Schisn bes ljubwi)

## Auszeichnungen und Ehrungen
- 1969: Volkskünstler der RSFSR[2]
- 1970: Staatspreis der UdSSR[3]
- 1974: Volkskünstler der UdSSR
- 1980: Leninpreis[3]
- 1980: Taras-Schewtschenko-Preis[3]
- 1982: Held der sozialistischen Arbeit[3]
- 1982: Leninorden[3]
- 1995, 2003: Verdienstorden für das Vaterland[3]
- 2008: Orden der Ehre (Russland)[4]